# Маслюк болотний
Маслюк болотний (Suillus flavidus) — вид базидіомікотових грибів родини маслюкових (Suillaceae). Відомий також як маслюк жовтуватий, маслюк жовтий.

## Поширення
Маслюк болотний поширений у Північній Америці, Європі та Росії. В Україні росте в соснових лісах в заболочених місцях. Зустрічається рідко, великими групами. Сезон плодоношення серпень-вересень.

## Опис
Шапинка гриба до 7 сантиметрів у діаметрі, сірувато-жовтуватого, жовтувато-зеленуватого кольору. Форма горбисто-випукла. М'якоть жовтувата, щільна, на повітрі червоніє, з приємним смаком і запахом. Трубчастий шар брудно-жовтуватий. Ніжка до 8 см довжини, 0,5 см товщини, циліндрична, з клейким білим або зеленуватим кільцем.

## Використання
Їстівний гриб четвертої категорії. У їжу вживається свіжим, підходить для смаження, маринування, сушіння.